# サラ・ボルマン
サラ・ボルマン（Sarah Bormann、1990年4月27日 - ）は、ドイツのプロボクサー。現WBO女子世界ミニマム級王者。元WBC女子世界ミニマム級暫定王者。

## 経歴
アマチュアで121試合戦い、4度ドイツ王者となる。2010年から2017年まではドイツ代表にも選ばれている。
2017年12月15日、Kitti Kolompar戦でプロデビューし、1回34秒TKO勝利。 
プロ5戦目でBDBインターナショナル王座とWIBF・GBUインターコンチネンタル王座を獲得。
6戦目でWIBF・GBU世界ライトフライ級王座獲得。
Evgeniya ZablotskayaとSanae Jah相手に防衛を重ね、2019年5月4日にはアン＝ソフィー・ダ・コスタに勝利し、空位のWBF王座も獲得。
Lotta Loikannen相手に防衛を成功させるが、コロナ禍のため16ヶ月もの間試合が組まれなかった。
2021年5月21日、ベオグラードにてミニマム級に下げての王座挑戦としてCatalina DiazとWBC暫定・WIBF・GBU・WBF世界王座に挑戦し、3-0判定で王座獲得。
その後、WBC暫定王座はWBCとプロモーターの対立によりシルバー王座に変更された。
2022年5月21日、WBCシルバー王座の防衛と空位のIBO王座を懸けてアナ・アラゾーラと対戦、3回にアラゾーラのバッティングによるカットを負うものの、3-0判定で王座獲得。
2022年9月24日、Elizabeth Lopez Corzoに3-0判定で勝利しWBCシルバー王座防衛。
2023年5月13日、IBO王座を返上した上でヤディラ・ブスティロスとのWBC暫定王座決定戦に臨み、3-0判定で勝利し暫定王座獲得。
1か月後にはPerla Perezを降しWBC暫定王座防衛。この試合にはIBF暫定王座もかけられており、同王座獲得にも成功した。
2023年12月16日、ジェシカ・ネリ・プラタが持つWBC女子世界ライトフライ級王座に挑戦するが、1-2判定でプロ初黒星を喫した。
2024年5月4日、空位のIBO女子世界ミニマム級王座をかけて元WBOフライ級王者のタマラ・デマルコと対戦し、3-0判定でIBO王座返り咲きを果たす。
2024年12月14日、ジェニファー・サブリナとのWBO女子世界ミニマム級王座決定戦を行い、3-0判定で自身初のメジャー団体正規王座となるWBO王座を獲得。